# Arena Narciarska Jaworki-Homole

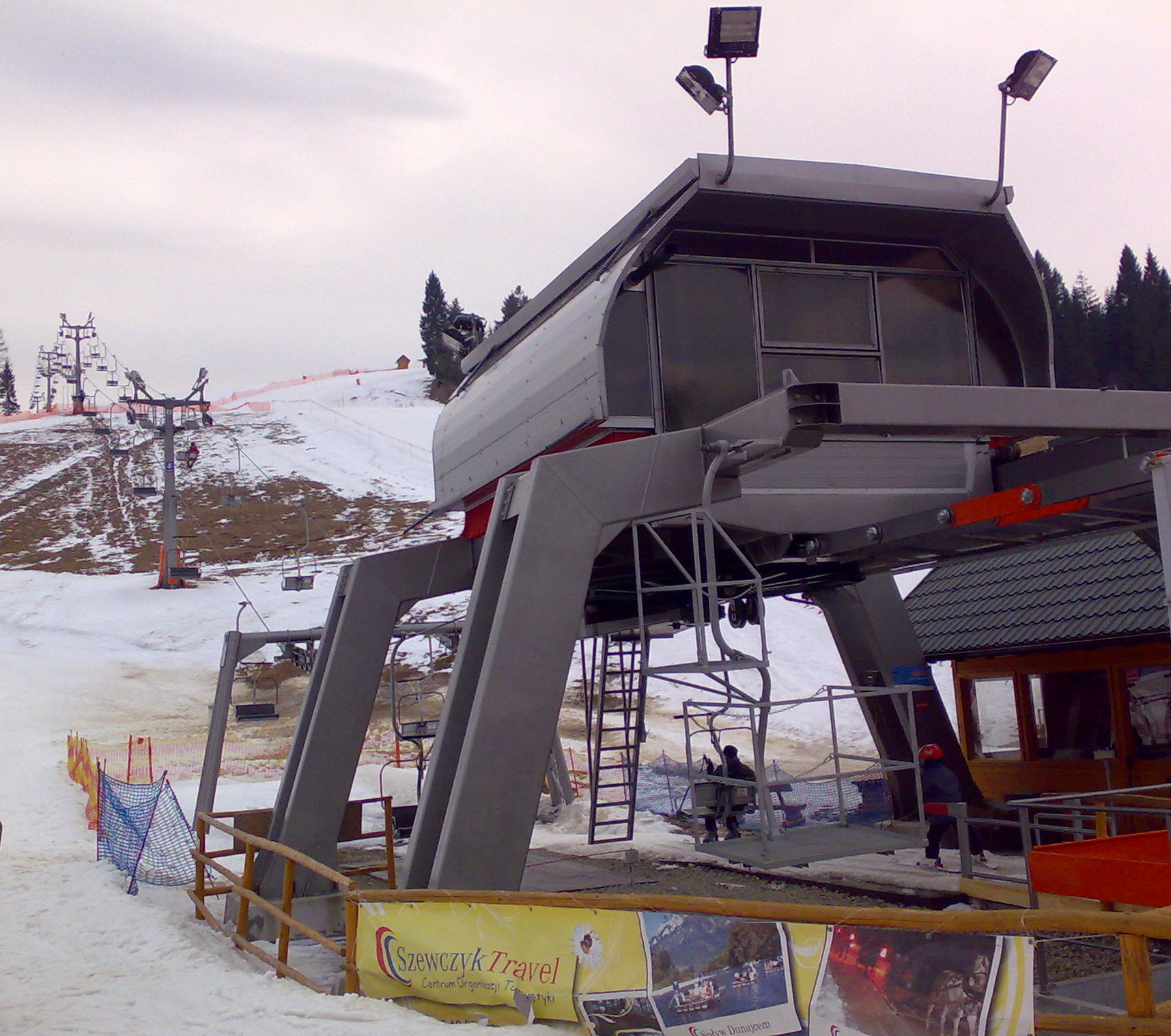
Dolna stacja kolei krzesełkowej w Jaworkach

Arena Narciarska Jaworki-Homole – kompleks tras narciarskich położony w pobliżu Jaworek w Małych Pieninach w dolinie Dolinie Skalskie (dolinie Skalskiego Potoku), na północnym zboczu Bukowinek u stóp najwyższego szczytu Małych Pienin – Wysokiej (1050 m n.p.m.).

## Wyciągi
W skład kompleksu wchodzą:
- wyciąg krzesełkowy „Homole” – 2-osobowy, niewyprzęgany, firmy Leitner, zbudowana przez firmę Elsner Sp. z o.o. z Nowego Sącza[1], o długości 621 m i przepustowości 1028 osób na godzinę (czas wjazdu – 4 minuty),
- wyciąg talerzykowy „Storczyk” o długości 200 m i przepustowości 700 osób na godzinę (czas wjazdu – 1,5 minuty),
- wyciąg talerzykowy (bezpodporowy) „Tubing” o długości 150 m i przepustowości 700 osób na godzinę (czas wjazdu – 1 minuta).

## Trasy
| Nazwa trasy     | Trudność           | Start                              | Start                 | Meta                               | Meta                  | Dłu- gość (m) | Prze- wyż- sze- nie (m) | Na- chy- le- nie (%) | Oś- wie- tle- nie | Sztucz- ne naśnie- żanie | Homologacja FIS | Homologacja FIS | Uwagi |
| Nazwa trasy     | Trudność           | nazwa                              | wyso- kość (m n.p.m.) | nazwa                              | wyso- kość (m n.p.m.) | Dłu- gość (m) | Prze- wyż- sze- nie (m) | Na- chy- le- nie (%) | Oś- wie- tle- nie | Sztucz- ne naśnie- żanie | numer           | ważna do        | Uwagi |
| --------------- | ------------------ | ---------------------------------- | --------------------- | ---------------------------------- | --------------------- | ------------- | ----------------------- | -------------------- | ----------------- | ------------------------ | --------------- | --------------- | --- |
| 1               | niebieska czerwona | górna stacja wyciągu krzesełkowego |                       | dolna stacja wyciągu krzesełkowego |                       | 700           | 116                     | 17                   | tak               | tak                      |                 |                 | |
| 2               | niebieska czerwona | górna stacja wyciągu krzesełkowego |                       | dolna stacja wyciągu krzesłkowego  |                       | 700           | 116                     | 17                   | nie               | tak                      |                 |                 | |
| 3               | niebieska          | górna stacja wyciągu krzesełkowego |                       | dolna stacja wyciągu krzesełkowego |                       | 700           | 200                     | 21                   | nie               | nie                      |                 |                 | bliżej Rezerwatu Zaskalskie |
| 4               | niebieska          | górna stacja wyciągu krzesełkowego |                       | dolna stacja wyciągu krzesełkowego |                       | 750           | 116                     | 15                   | nie               | nie                      |                 |                 | nie ratrakowana – dla miłośników jazdy offpiste |
| 5               | niebieska          | górna stacja wyciągu „Storczyk”    |                       | dolna stacja wyciągu „Storczyk”    |                       | 200           | 25                      | 13                   | nie               | tak                      |                 |                 | planowane oświetlenie |
| 6               | niebieska          | górna stacja wyciągu „Storczyk”    |                       | dolna stacja wyciągu „Storczyk”    |                       | 200           | 25                      | 13                   | nie               | nie                      |                 |                 | planowane oświetlenie i sztuczne naśnieżanie |
| 7 (Tubing park) | zielona            | górna stacja wyciągu „Tubing”      |                       | dolna stacja wyciągu „Tubing”      |                       | 150           | 25                      | 13                   | nie               | tak                      |                 |                 | przeznaczona do zjeżdżania na oponach pneumatycznych dla dzieci (uruchomiona 19 stycznia 2011 r.)                                                                                  |
| 8               | czarna             | górna stacja wyciągu „Homole”      |                       | dolna stacja wyciągu „Homole”      |                       | 900           | 116                     | 13                   | nie               | nie                      |                 |                 | najbardziej wysunięta w kierunku wschodnim, nieprzygotowywana ratrakiem, przeznaczona dla doświadczonych narciarzy potrafiących radzić sobie w trudnych warunkach i świeżym śniegu |

W sumie w ofercie znajduje się 4400 m tras zjazdowych o różnym stopniu trudności.

## Pozostała infrastruktura
Na terenie Stacji dostępne są:
- bezpłatny parking
- bezpłatny WC
- Szkoła Narciarska „Jaworki”
- wypożyczalnia sprzętu narciarskiego i serwis narciarski
- bar przy dolnej stacji kolei linowej i szałas „Bukowinki” położony przy górnej stacji kolei linowej, z tarasem widokowym (przy wyjściu z Wąwozu Homole).

Noclegi dostępne są w prywatnych kwaterach w Jaworkach, Szlachtowej i Szczawnicy.
Inne atrakcje:
- uruchomiona 6 stycznia 2011 r. trasa slalomowa (o długości ponad 400 m i różnicy poziomów 100 m) ze stałym pomiarem czasu szwajcarskiej firmy Tag Heuer
- plac zabaw dla dzieci w pobliżu górnej stacji wyciagu „Homole”
- klub Muzyczna Owczarnia w Jaworkach i inne atrakcje regionu[2].

## Operator
Operatorem stacji jest „Arena Narciarska Jaworki-Homole” s.c.

## Historia
W 1982 r. powstała firma „Spółka Budowy i Eksploatacji Wyciągu Narciarskiego w Jaworkach”, która następnie zmieniła nazwę na „Wyciąg Narciarski” s.c.. Po przystąpieniu trzeciego wspólnika w 2006 r. spółka zmieniła nazwę na obecną. W 2009 r. – po przystąpieniu czwartego wspólnika – możliwe było m.in.:
- uruchomienie kolei linowej i dwóch wyciagów orczykowych
- oddanie do użytku szałasu Bukowinki
- poprawienie drogi dojazdowej do wyciągu i wykonanie bezpłatnych miejsc parkingowych
- wyposażenie wypożyczalni w nowoczesny sprzęt narciarski i snowboardowy
- wykonanie sztucznego naśnieżania stoku.

W 2010 r. stacja zdobyła tytuł „Najlepszy Ośrodek Narciarski 2010” oraz specjalne wyróżnienie kapituły plebiscytu na „Najlepszą Stację Narciarską Małopolski – bezpiecznie i rozważnie”, ogłaszanego przez portal internetowy Onet i Gazetę Krakowską.

## Galeria

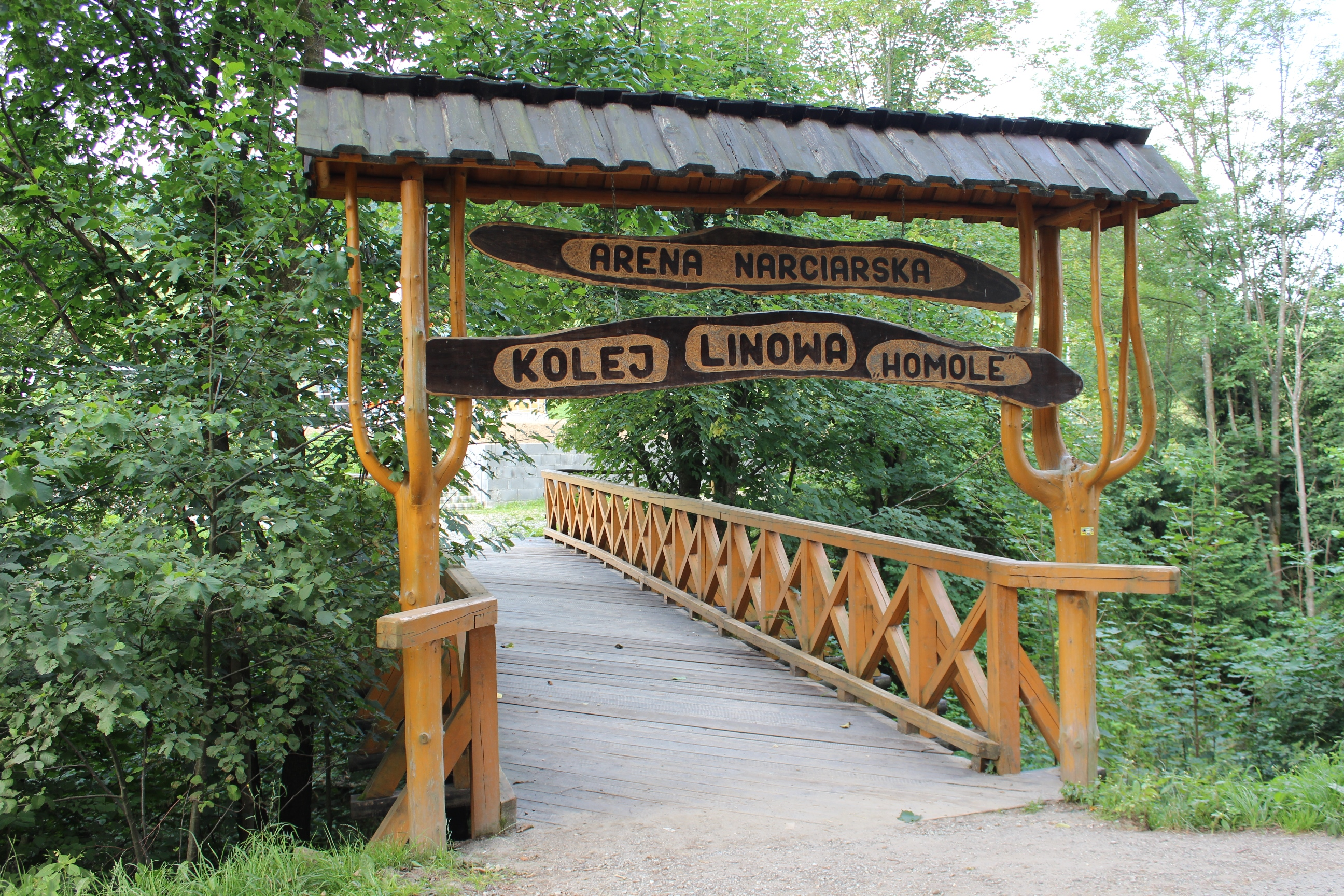
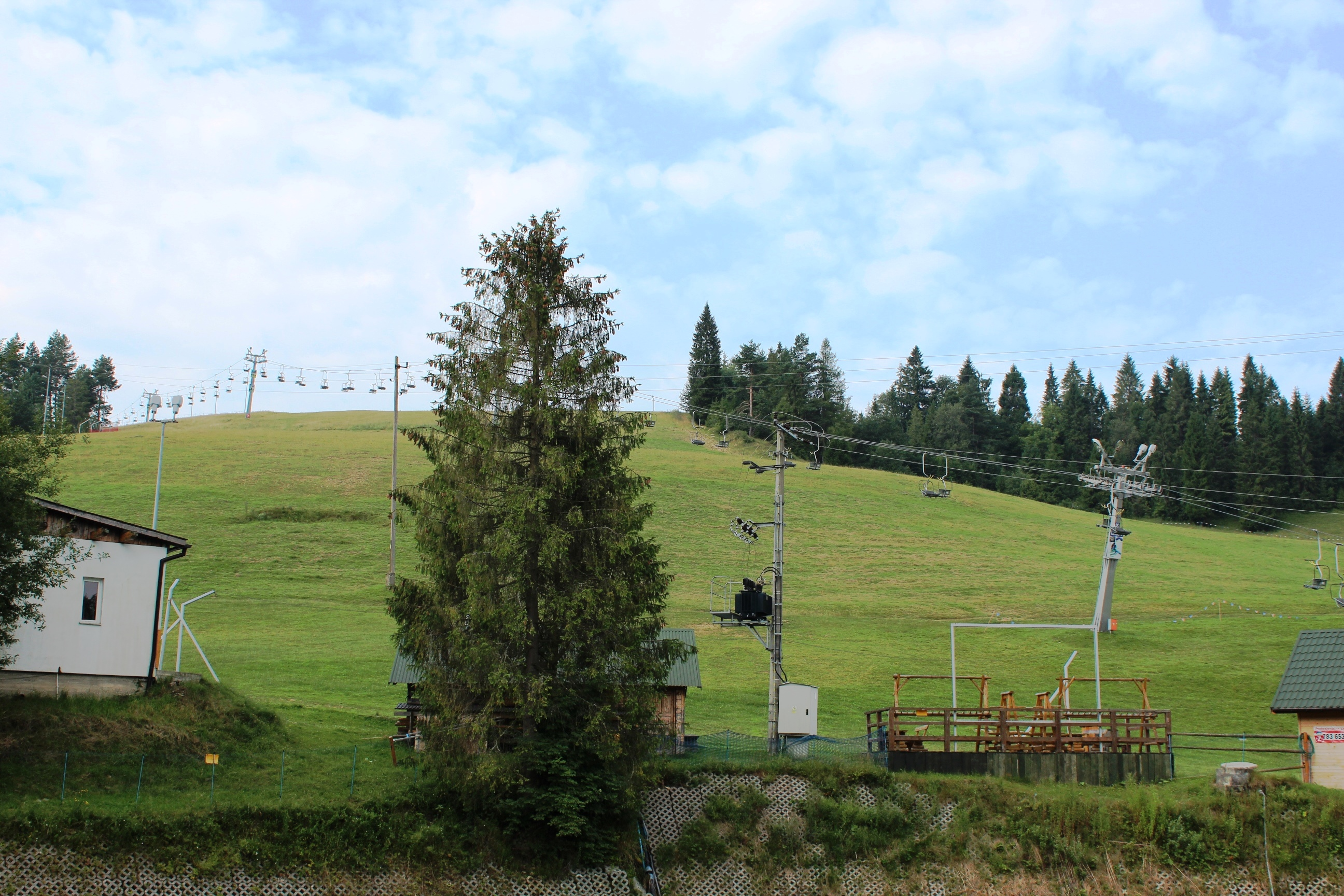
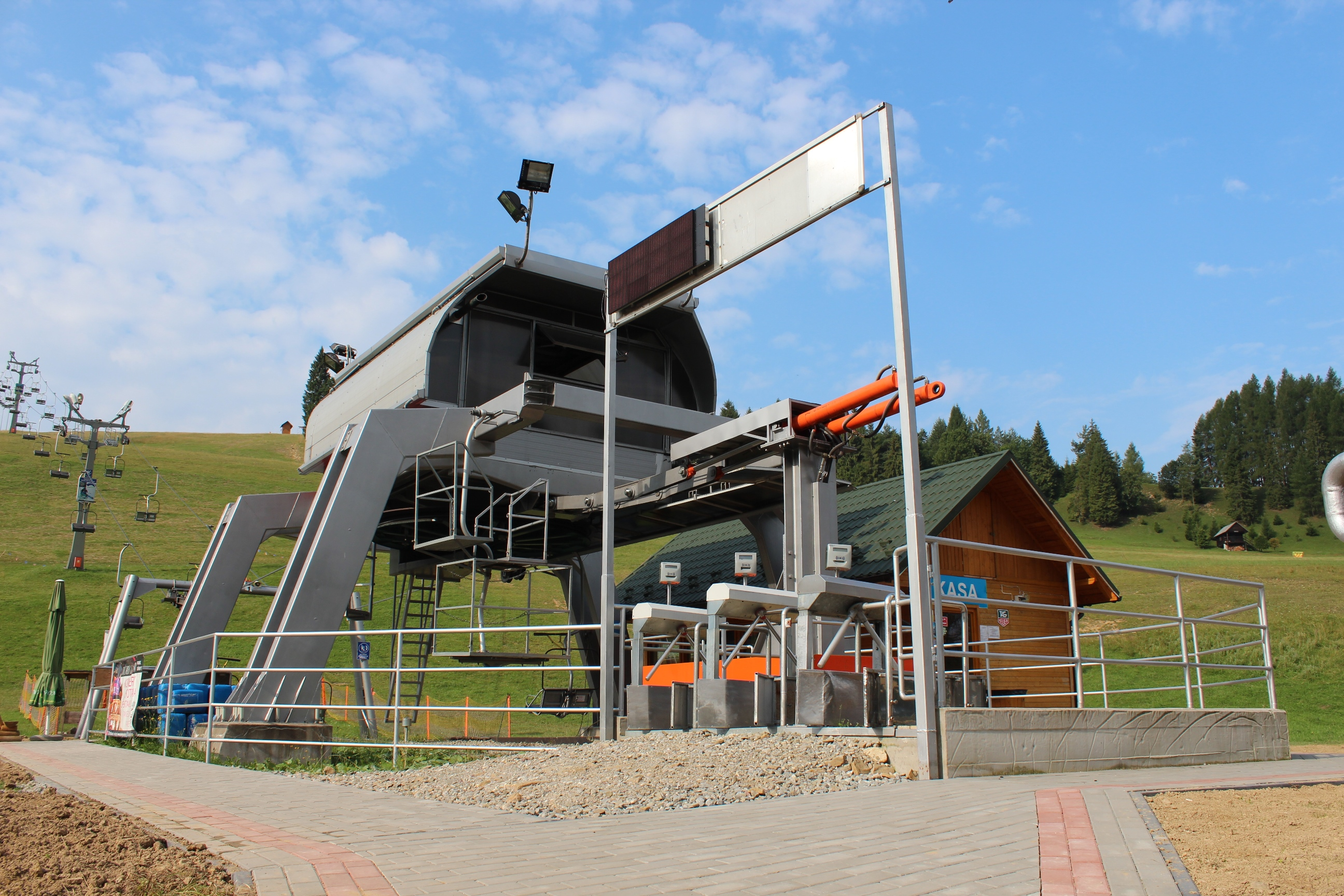
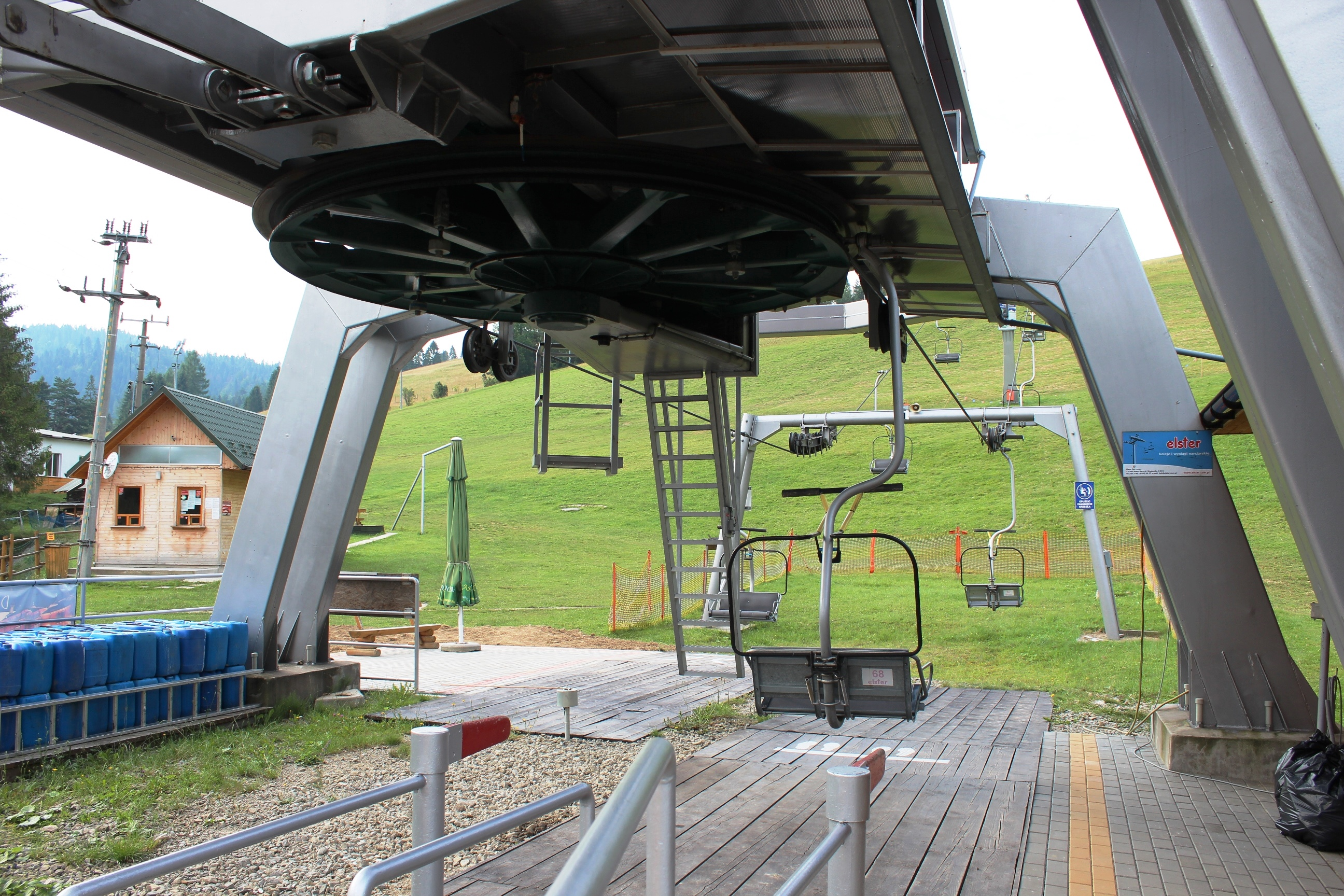
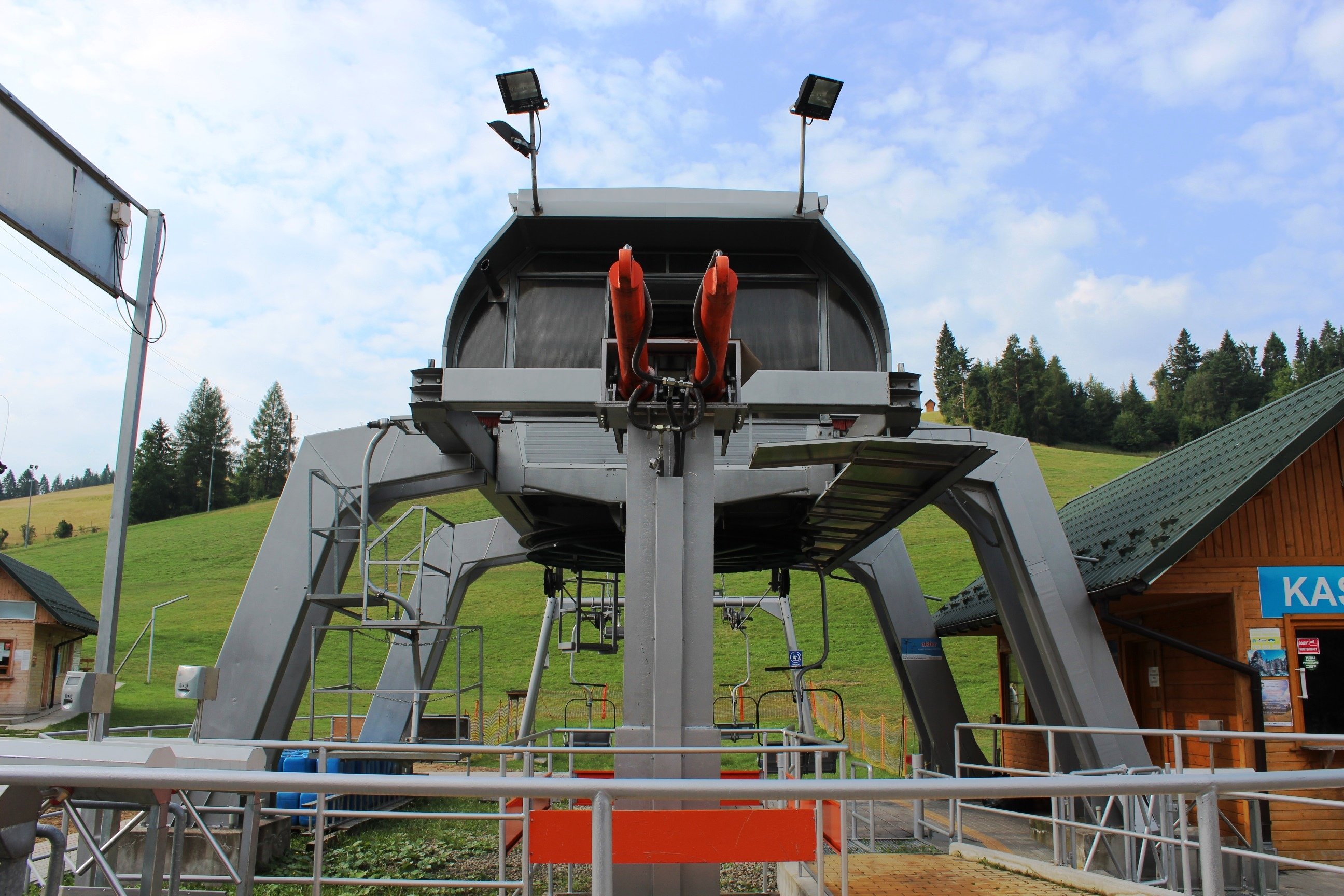
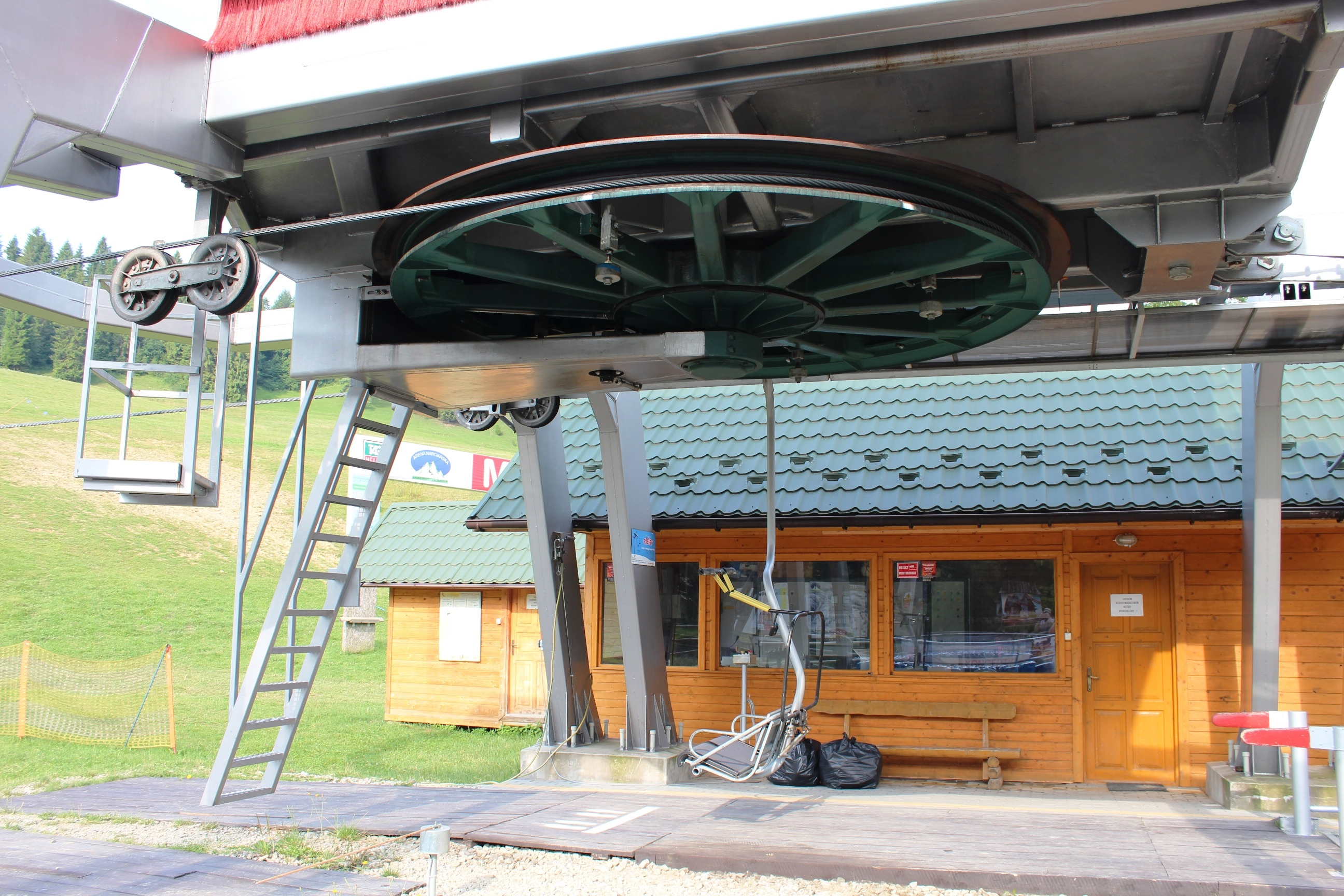
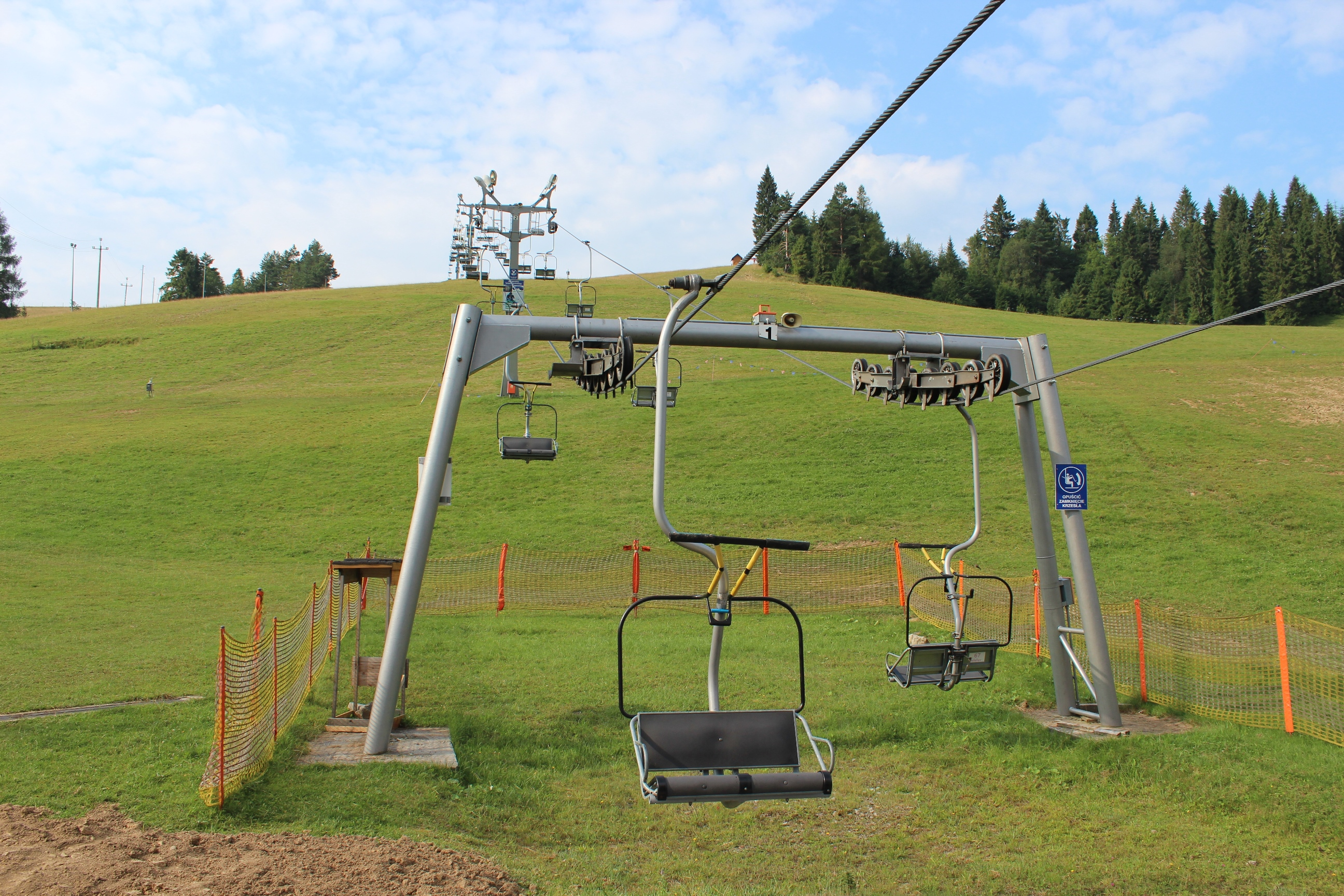
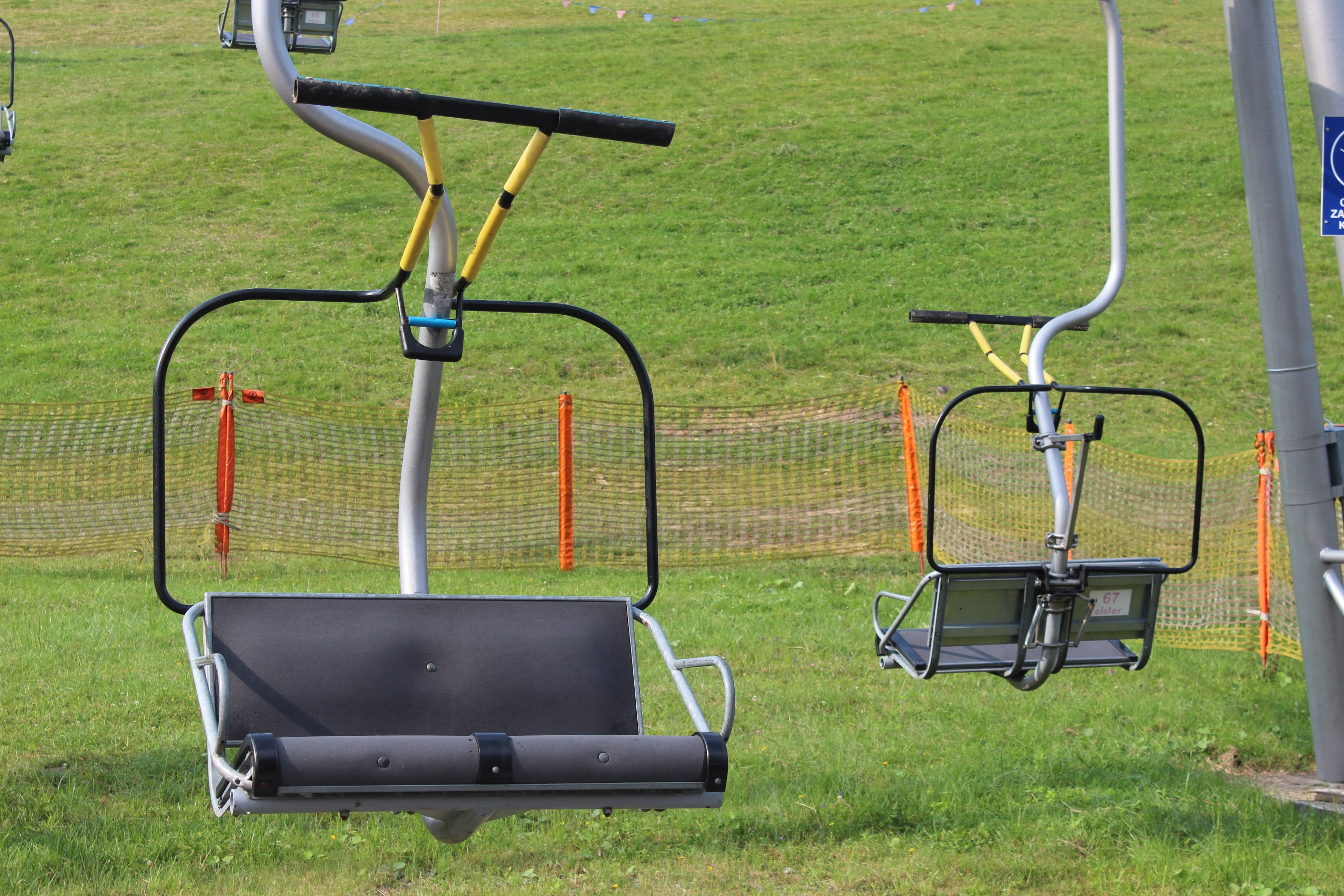
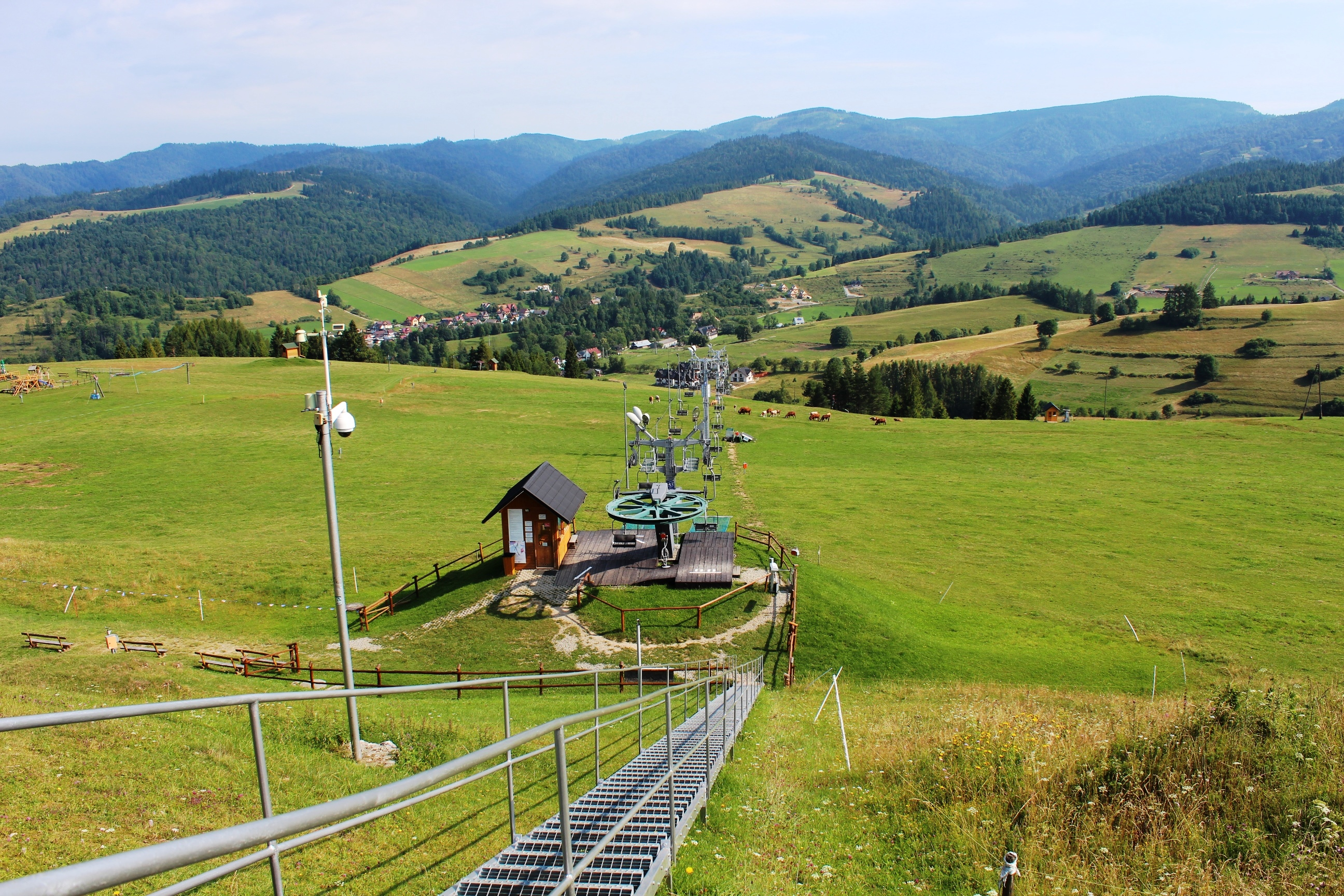
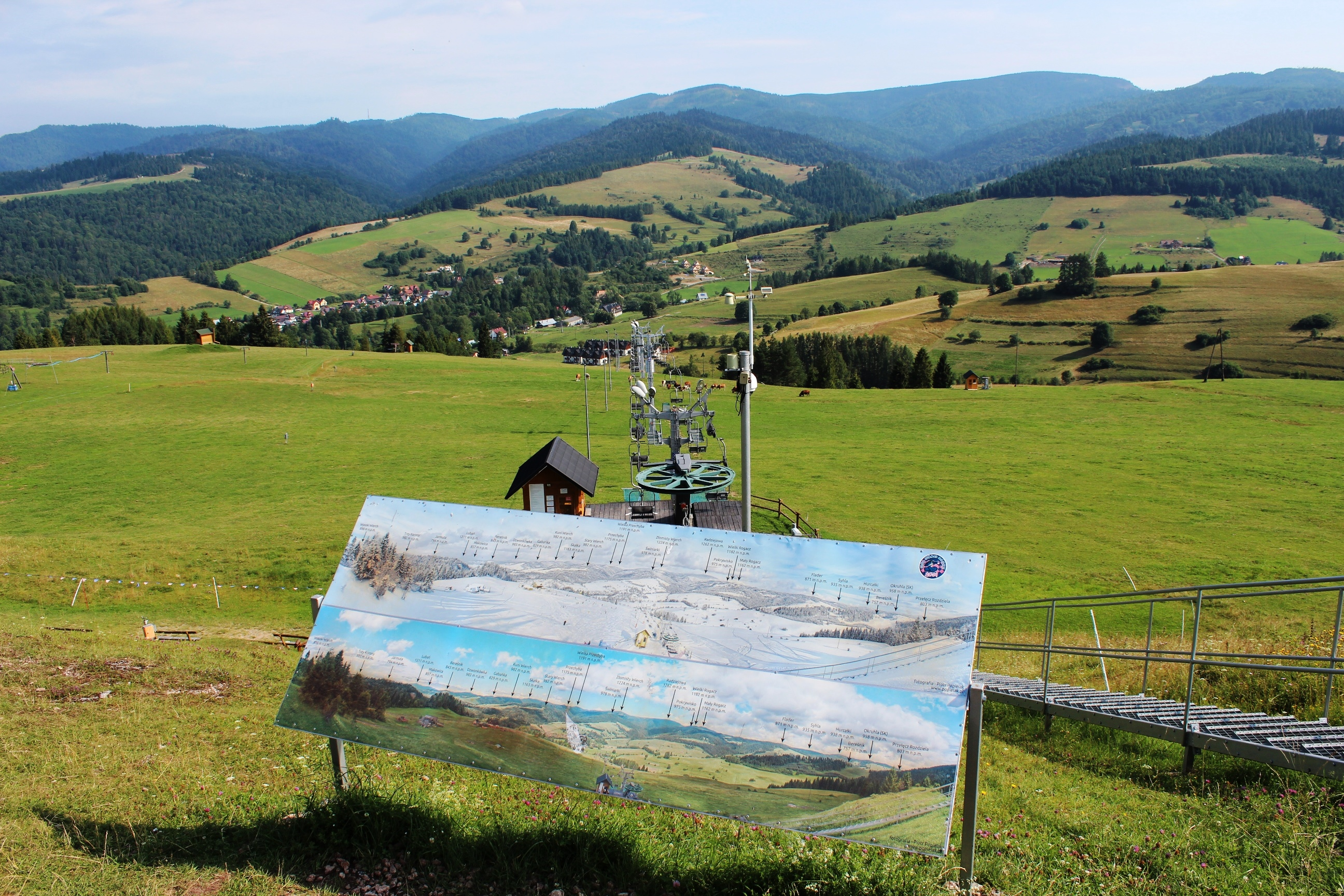